# The Lovell Sisters
The Lovell Sisters waren een Amerikaans akoestisch muziektrio, dat bekend stond om hun strakke harmonieën en sterke instrumentale uitvoeringen. The Lovell Sisters bestond uit de drie vaste leden Jessica, Megan en Rebecca Lovell. Hoewel de band wortels had in bluegrass en klassieke muziek, beschreef de band haar muziek als progressief akoestisch.

## Bezetting
- Jessica Lovell[3] (leadzang, viool)
- Megan Lovell[4] (harmoniezang, dobro, lapsteelgitaar)
- Rebecca Lovell[5] (lead-, harmoniezang, mandoline, gitaar)
- Matt Wingate (akoestische gitaar)
- Daniel Kimbro[6] (bas)
- Chad Melton (percussie)
- Mike Seal (gitaar)

## Geschiedenis
Als kinderen volgden Jessica, Megan en Rebecca klassieke viool- en pianolessen en waren ze lid van hun plaatselijke jeugdsymfonie. Ze begonnen in het openbaar te zingen met hun kerkkoor en erkenden hun klassieke opleiding met het ontwikkelen van hun technische bekwaamheid en met oefenen. De familie hoorde zijn eerste bluegrass-opname Slide Rule van Jerry Douglas en werd geïnspireerd om hun lokale traditionele muziekcircuit te bekijken. In 2004 debuteerde de Lovell Sisters Band (LSB) op de Signal Mountain Opry. Het jaar daarop verschenen The Lovell Sisters op A Prairie Home Companion en wonnen ze de Prairie Home National Teen Talent Competition. Het eerste album When Forever Rolls Around werd in september uitgebracht. In 2006 won Rebecca de MerleFest-mandolinewedstrijd. Op 15-jarige leeftijd was ze de jongste persoon (en enige vrouw) die een MerleFest-instrumentwedstrijd won.
Het nummer Distance van The Lovell Sisters won de John Lennon Songwriting Contest-prijs van 2008 in het countrygenre. Time to Grow kreeg een eervolle vermelding in de International Songwriting Competition 2008. Op 16 december 2009 kondigden The Lovell Sisters aan dat Jessica's huwelijksverloving en plannen om het jaar daarop te gaan studeren de ontbinding van de band markeerden. Hun laatste concert was op 16 januari 2010 in het Harris Arts Center in hun woonplaats Calhoun (Georgia). Rebecca en Megan hergroepeerden zich als Larkin Poe en brachten vier ep's uit, een voor elk seizoen.

## Discografie
- 2005: When Forever Rolls Around (als Lovell Sisters Band), 2DefPigs Records.
- 2008: Live at the Philadelphia Folk Festival (dvd)
- 2009: Time to Grow, 2DefPigs Records.